# 岡山縣
冈山县（日语：／〔〕 Okayama ken */?）位於日本中国地方，首府冈山市。面向瀨戶內海。瀨戶內海有大小共計約90個島。與廣島縣東部位置備後地方和香川縣島嶼部合成古代的「吉備國」。
2009年4月1日，县首府冈山市成为日本第18个政令指定城市。山阳本线、山阳新干线、中国自动车道和1997年全面通车的山阳自动车道是横贯县内的西日本交通要道。连接本州和四国的濑户大桥于1988年开通。
冈山县濑户内海岛屿总面积44.42km²，总人口1,874,699人。
1989年時，由於降雨量不足1mm的日數為日本第1位而得到（晴天之國）之名。

## 概述
在古代，从沿海到内陆的地区与位于现在的广岛县东部的备后地区和香川县的诸岛一起，被称为“吉备国”，其实力不亚于大和朝廷。
江户时代初期，池田氏、毛利氏作为外国诸侯进入冈山、津山，形成城下町，特别是池田綱政在文化教育方面取得了巨大成就，建造了日本三名园之一的后乐园，并开设了闲谷学校。
德川家康时期，笠冈、井原成为有影响力的大名水野胜成的领地。
1642年，江户幕府在仓敷设立了知县署，作为直辖的物资聚集地兼船舶运输中继地。
县西南部的伊笠地区（井原市、笠冈市等）虽然位于冈山县境内，但在明治时期的废藩置县之前与县内大部分地区有着不同的历史。即使在今天，这两个城市都是广岛县福山市的卫星城市，经济区和生活区与广岛县东部连为一体，构成福山都市区。
二战前，第一产业和轻纺等轻工业是该县的主要产业。二战后，水岛地区的川崎制铁（后合并成为JFE制铁仓敷地区）和笠冈地区的日本钢管（后来的JFE制铁福山地区）在县内建成。重工业在沿海地区发展，将冈山转变为工业县。两家炼钢厂的产量均居世界前列，尤其是福山地区的粗铁年产能为1200万吨，居日本第一，是世界最大的个体炼钢厂之一。水岛沿海工业区成为根据全国综合开发计划指定的新产业都市“冈山县南部地区”的核心，并在整个县内发展。一批加工和组装型企业也进入了市场。笠冈地区在全国综合开发计划中被指定为备后产业开发特区，通过填海造地建设了以制铁业为首的大型国际港口和工厂。在港口进出口方面，水岛港位居中国地方和四国地方之首，福山港位居第二。笠冈港根据港口条例法、海关法、检疫法、出入境管理法、港湾运输事业法等被归入福山港，JFE制铁西日本制铁所横跨县境，从笠冈市一直延伸到福山市。
近年来，濑户内市于2018年10月开始运营的濑户内Kirei太阳光发电所项目、美作市于2019年12月开始运营的日本最大的太阳能发电站建设项目（パシフィコ・エナジー作東メガソーラー発電所）和真庭市的木质生物质发电项目等利用自然能源的项目正在全县范围内推广。

## 地理
- 日本、中国地方
- 鄰接都道府縣： 兵庫縣 - 鳥取縣 - 廣島縣 - 香川縣
- 半島：兒島半島
- 平地：岡山平原、津山盆地
- 山地等：中國山地、吉備高原
- 河川：旭川、高梁川、吉井川
- 湖沼：兒島湖（人工湖）

### 自然公園
- 國立公園

瀨戶內海國立公園、大山隱岐國立公園
- 國定公園

冰山後山那岐山國定公園
- 縣立自然公園

高梁川上流縣立自然公園、吉備史跡縣立自然公園、湯原奧津縣立自然公園、吉備路風土記之丘縣立自然公園、備作山地縣立自然公園、吉備清流縣立自然公園、吉井川中流縣立自然公園

## 行政區劃

### 地域
以下共有15市・10郡・10町・2村。
- 岡山市（縣廳所在地）
- 倉敷市
- 津山市
- 玉野市
- 笠岡市
- 井原市
- 總社市
- 高梁市
- 新見市
- 備前市
- 瀨戶內市
- 赤磐市
- 真庭市
- 美作市
- 淺口市
- 和氣郡
  - 和氣町
- 都窪郡
  - 早島町
- 淺口郡
  - 里庄町
- 小田郡
  - 矢掛町
- 真庭郡
  - 新村
- 苫田郡
  - 鏡野町
- 勝田郡
  - 勝央町 - 奈義町
- 英田郡
  - 西粟倉村
- 久米郡
  - 久米南町 - 美咲町
- 加賀郡
  - 吉備中央町

## 教育

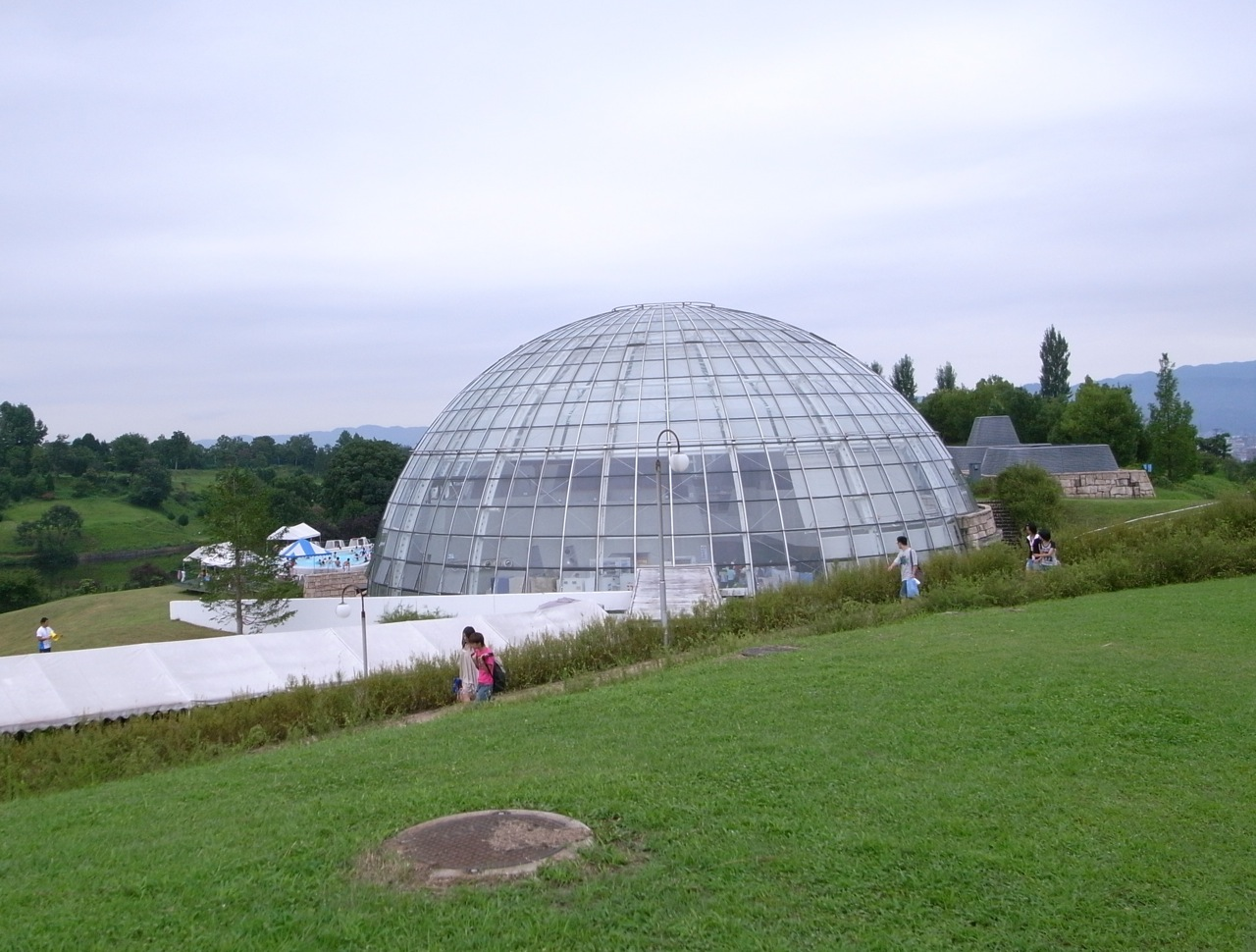
津山綠丘公園

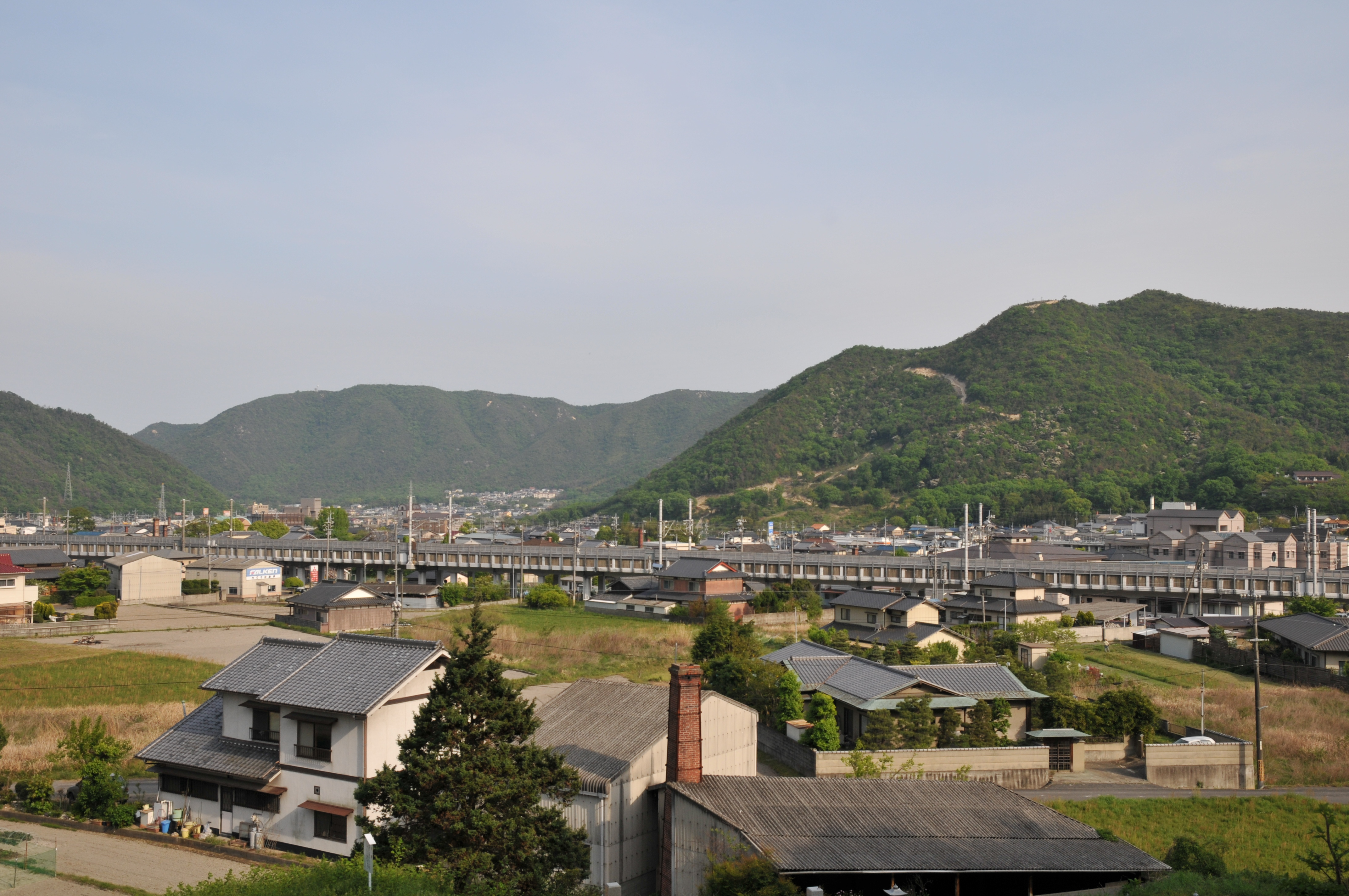
備前市

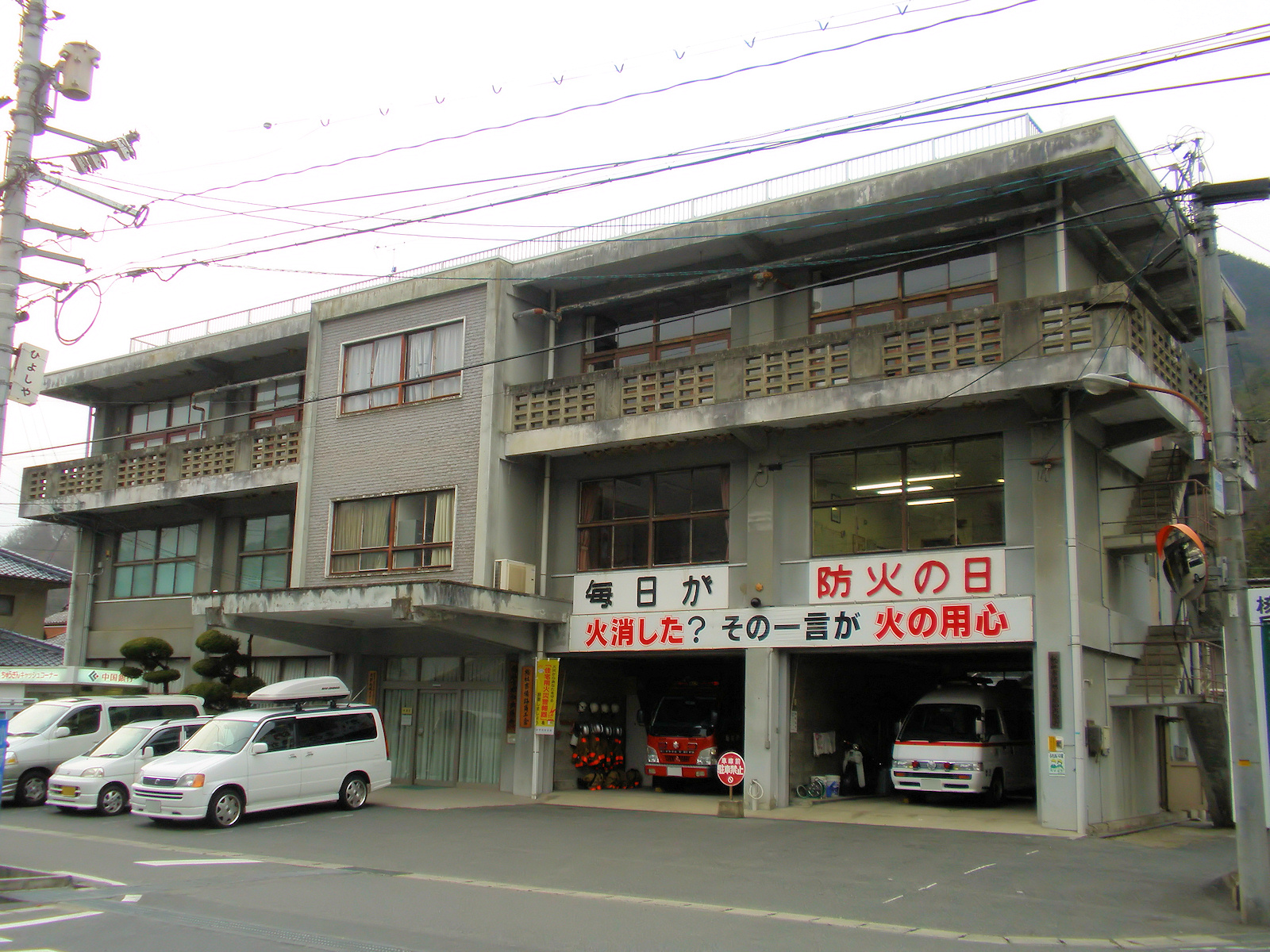
總社市消防署

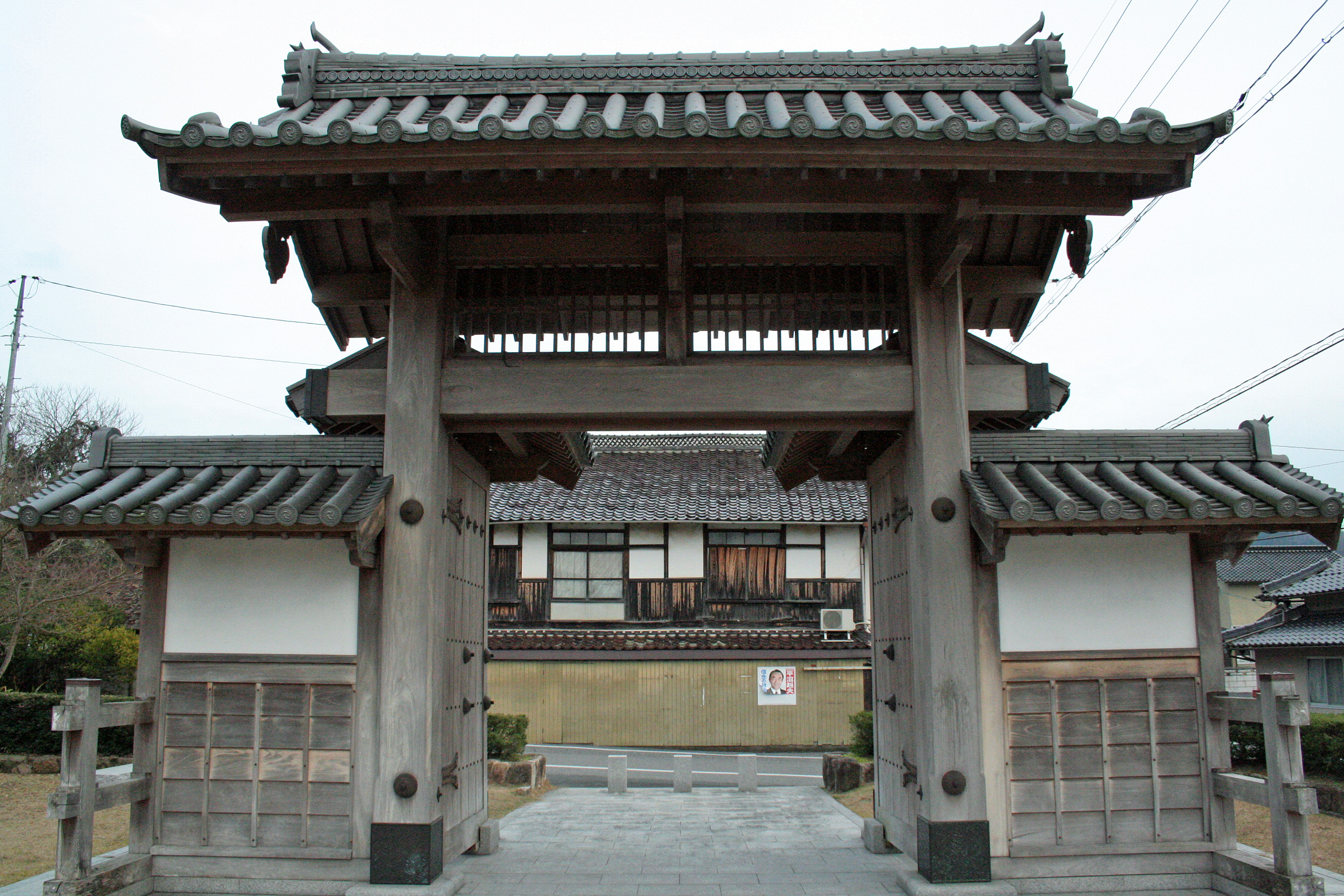
美作市土居

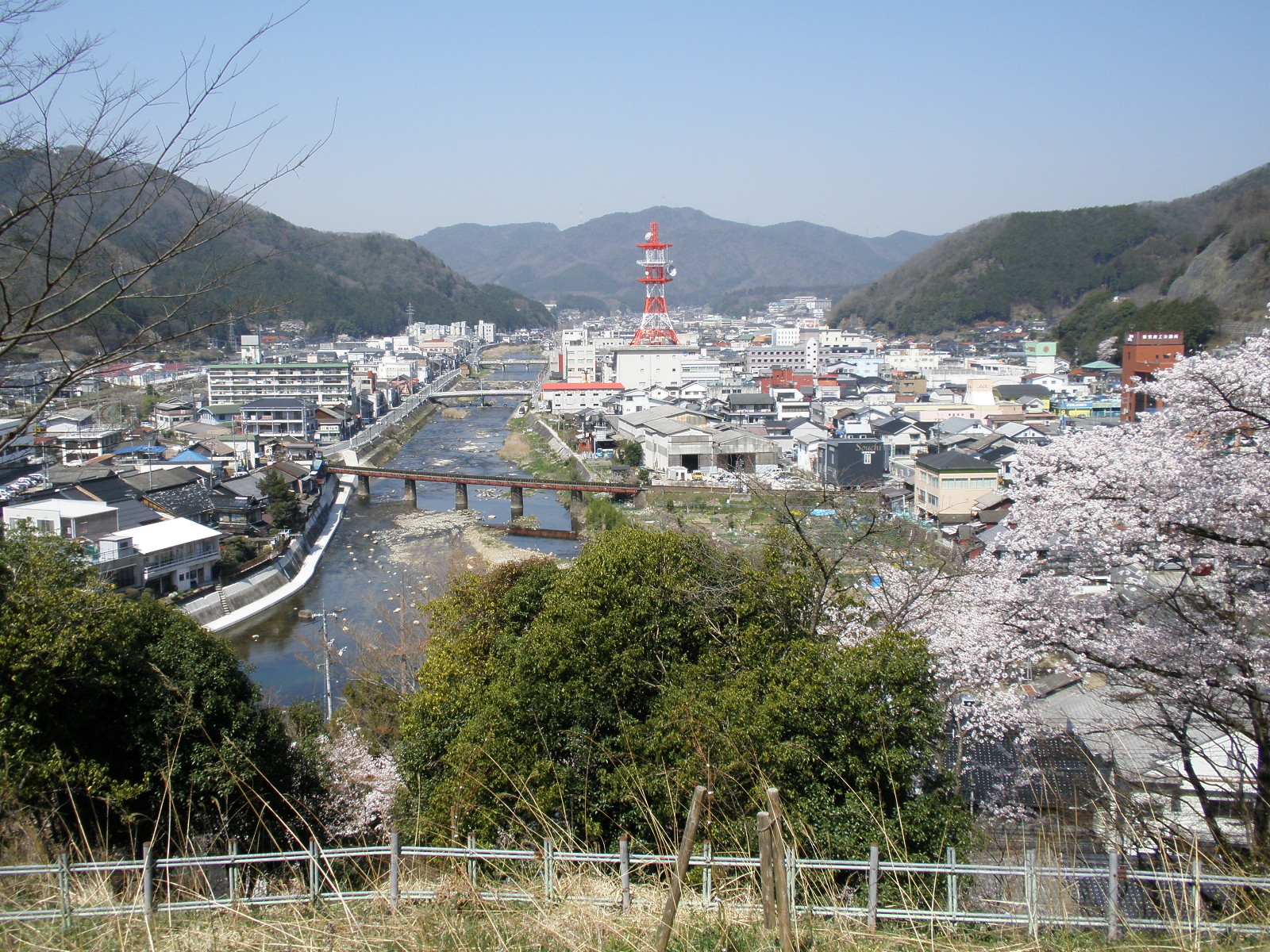
新見市

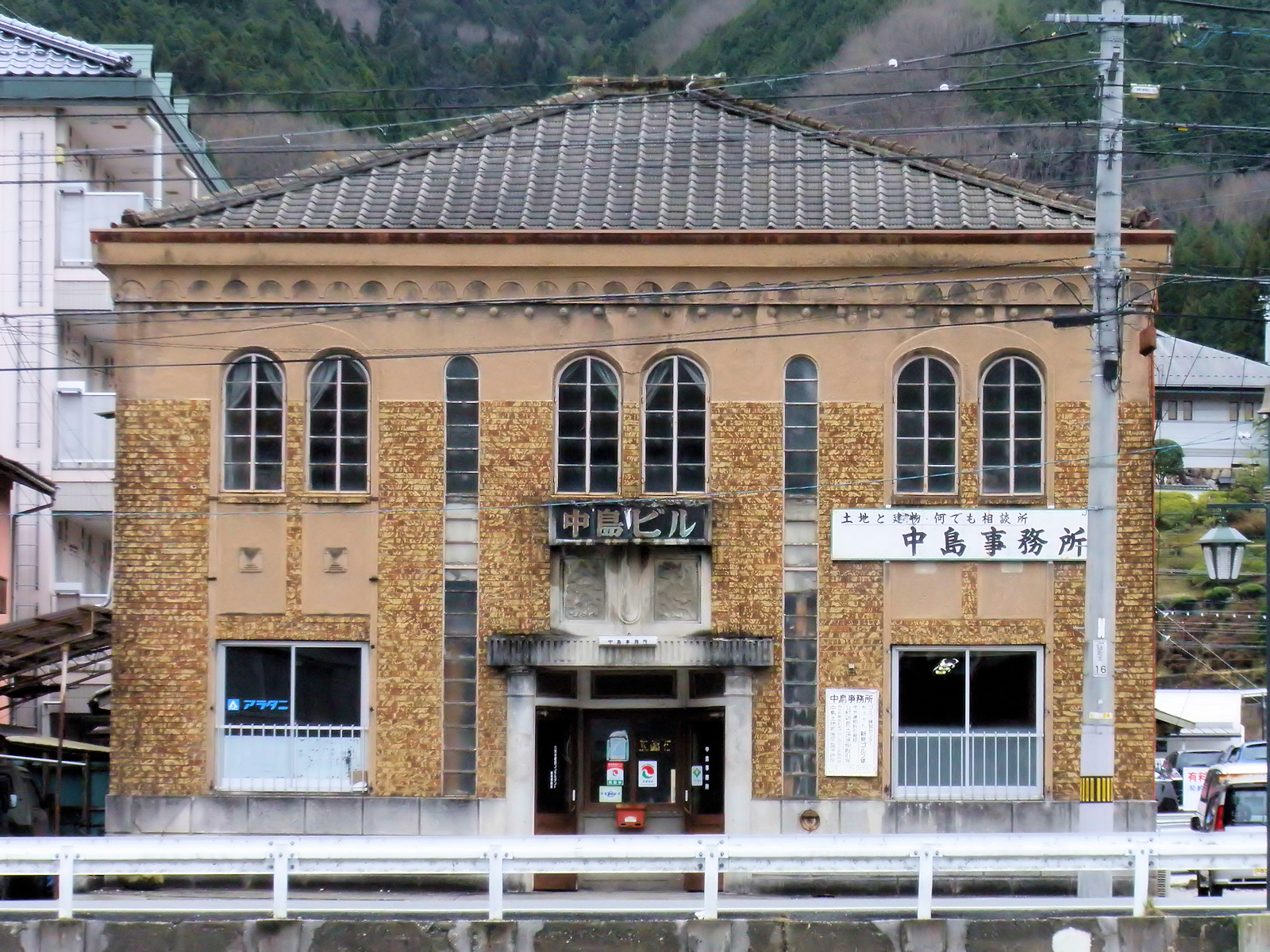
昭和6年古蹟郵局

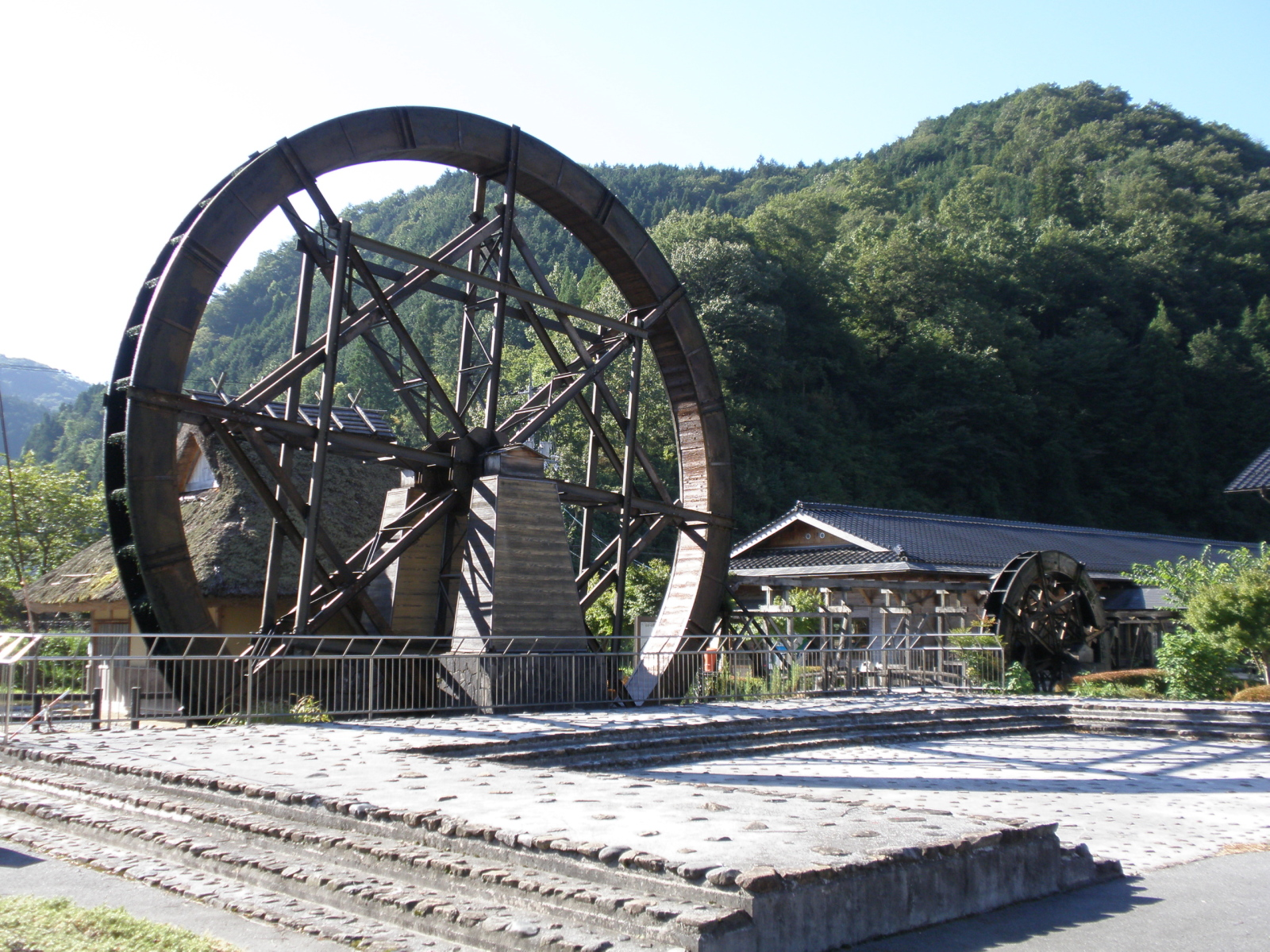
親子孫水車

### 大學
現在，岡山縣有2所國公立大學、15所私立大學。
國公立大學
- 岡山大學
- 岡山縣立大學

私立大學
- 岡山商科大學
- 岡山理科大學
- 岡山學院大學
- 川崎醫科大學
- 川崎醫療福祉大學
- 吉備國際大學
- 倉敷藝術科學大學
- 倉敷作陽大學
- 山陽學園大學
- 就實大學
- 中國學園大學
- 聖母院清心女子大學
- 美作大學
- 環太平洋大學

短期大學
- 山陽學園短期大學
- 就実短期大學
- 中國短期大學
- 川崎醫療短期大學
- 倉敷市立短期大學
- 岡山短期大學
- 美作大學短期大學
- 作陽短期大學
- 新見公立短期大學
- 順正短期大學

## 交通

### 機場
- 岡山機場（岡山空港）

縣内主要機場為岡山空港。縣管理的第三種空港、準國際空港。國内線包含飛往東京（羽田機場）、札幌（新千歲機場）、沖繩（那覇機場）的航線，國際線包含飛往韓國首爾（仁川機場）、中國上海（浦東機場）、香港、臺灣臺北（桃園機場）的航班。
- 岡南飛行場

舊岡山空港。

### 鐵道路線
- 鐵路車站可參照岡山縣鐵道站一覽。
- 西日本旅客鐵道
  - 山陽新幹線 - 廣島縣～岡山縣～兵庫縣
  - 山陽本線 - 廣島縣～岡山縣～兵庫縣
  - 伯備線 - 倉敷市～鳥取縣
  - 吉備線 - 岡山市～總社市
  - 赤穂線 - 岡山市～兵庫縣
  - 津山線 - 岡山市～津山市
  - 本四備讚線（瀨戶大橋線）- 倉敷市（岡山市～倉敷市）
  - 宇野線 - 岡山市～玉野市
  - 藝備線 - 廣島縣～新見市
  - 姫新線 - 新見市～兵庫縣
  - 因美線 - 津山市～鳥取縣
- 四國旅客鐵道
  - 本四備讃線（瀨戶大橋線）- 倉敷市～瀨戶大橋～香川縣
- 智頭急行
  - 智頭線 - 兵庫縣～岡山縣～鳥取縣
- 井原鐵道
  - 井原線 - 廣島縣福山市～總社市
- 水島臨海鐵道
  - 水島本線 - 倉敷市
- 岡山電氣軌道
  - 東山本線 - 岡山市
  - 清輝橋線 - 岡山市

### 道路
- 高速公路
  - 山陽自動車道（備前IC～笠岡IC、倉敷JCT～早島IC）
  - 中國自動車道（作東IC～新見IC）
  - 鳥取自動車道（大原IC～坂根IC）
  - 岡山自動車道（岡山JCT～北房JCT）
  - 米子自動車道（落合JCT～蒜山IC）
  - 瀨戶中央自動車道（瀨戶大橋早島IC～兒島IC）
- 一般國道
  - 國道2號 大阪府大阪市～福岡縣北九州市
  - 國道30號  岡山縣岡山市～香川縣高松市
  - 國道53號  岡山縣岡山市～鳥取縣鳥取市
  - 國道179號 兵庫縣姫路市～鳥取縣東伯郡湯梨濱町
  - 國道180號  岡山縣岡山市～島根縣松江市
  - 國道181號  岡山縣津山市～鳥取縣米子市
  - 國道182號  岡山縣新見市～廣島縣福山市
  - 國道250號  兵庫縣神戶市～岡山縣岡山市
  - 國道313號  廣島縣福山市～鳥取縣東伯郡北榮町
  - 國道373號  兵庫縣赤穗市～鳥取縣鳥取市
  - 國道374號  岡山縣備前市～岡山縣津山市
  - 國道429號  岡山縣倉敷市～京都府福知山市
  - 國道430號  岡山縣倉敷市～岡山縣玉野市
  - 國道482號  京都府宮津市～鳥取縣米子市
  - 國道484號  岡山縣備前市～岡山縣高梁市
  - 國道486號  岡山縣總社市～廣島縣東廣島市
- 縣道
  - 岡山縣縣道一覽

## 特產
| 水果・蔬菜         | 水果・蔬菜                               |
| ------------------ | ---------------------------------------- |
| 橄欖               | 全國有數的產地。                         |
| 松茸               | 松茸的產地。                             |
| 白桃               | 白桃的產地。                             |
| 肉類・乳製品       |                                          |
| 和牛               | 千屋牛。（新見市）                       |
| 蒜山ジャージー牛乳 | 蒜山高原飼育的澤西牛牛乳。               |
| 鄉土料理           |                                          |
| 手延べ素麺         | 使用杉谷川的水製作的素麵。               |
| セロリの粕漬け     | 粕漬的芹菜。（總社市）                   |
| 吉備団子           | 岡山的名物菓子。                         |
| 鰆魚料理           | 刺身、たたき、涮涮鍋等料理。岡山的名物。 |
| 工藝品・民藝品     |                                          |
| 備前燒             | 國家指定的傳統工藝品。                   |
| 勝山竹細工         | 國家指定的傳統工藝品。                   |
| 鳥城彫             |                                          |
| 高田硯             | 勝山町出產原石。                         |
| 參考資料：         |                                          |

## 註解
1. ↑  . 日本の名物特産品・特産物.   [2010-08-23]. （原始内容存档于2010-09-22）.

## 外部連結
- 岡山縣官方網站 （页面存档备份，存于） （日語）（英文）（繁體中文）
- 岡山縣官方觀光導覽 （页面存档备份，存于） （英文）（简体中文）（繁體中文）（泰文）（法文）